# Abbaye d'Ábrahám
Pour les articles homonymes, voir Abraham (homonymie).
L’ancienne abbaye d'Ábrahám est un monastère de moines cisterciens, fondé au XIIIe siècle et situé en Hongrie, dans la commune de Dombóvár (district de Dombóvár, comitat de Tolna). Elle fut abandonnée devant l'avancée des Ottomans au XVIe siècle.

## Histoire

### Fondation
L'abbaye d'Ábrahám est la dernière fondation médiévale de l'ordre cistercien en Hongrie. Elle est fondée en 1263 par des moines de l'abbaye de Pilis. Cette fondation semble liée à l'invasion tatare, peut-être à l'emplacement d'un ancien édifice romain.

### Bref historique
L'abbaye était de très petite taille. Lorsque l'abbé de Rein effectue sa visite pastorale des abbayes cisterciennes hongroises, il ne daigne même pas visiter Ábrahám, car il pense qu'elle n'a pas le statut abbatial.

### La destruction
Après la bataille de Mohács, l'abbaye est occupée par les Ottomans et en grande partie détruite. Des ruines subsistent encore sur les cartes de 1734 (des pierres taillées, des portes et des fenêtres encore visibles) mais ont totalement disparu depuis. Le site de l'abbaye est fouillé en 1935 par József Csalog (hu).

## Site de l'abbaye
Les chartes anciennes placent l'abbaye à Dombóvár, auprès de la rivière Dalacha, qui a changé de nom depuis et se nomme le Kondai, affluent du Kapos.